# Anda (ø)
 For alternative betydninger, se Anda. (Se også artikler, som begynder med Anda)
Anda er en lille ø i Øksnes kommune i Nordland fylke i Norge. Den ligger i arkipelaget Vesterålen, ca. fem kilometer nord for nordenden af Langøya og vest for Andøya. Her ligger Anda fyr, som var det sidste fyr i Norge som (i 1987) blev automatiseret. Øen  er beskyttet  som et naturreservat og ramsarområde, og  er et vigtigt yngleområde for lunder. 
Endvidere yngler også alke og rider, topskarv, gråmåge, svartbag og tejst, og der er store sælkolonier på øen.

## Eksterne kilder og henvisninger
- Norsk Fyrhistorisk Forening om Anda fyr
- Anda naturvernområde Arkiveret 18. januar 2022 hos  Wayback Machine

69°04′N 15°11′Ø / 69.067°N 15.183°Ø